# Epikeratofakia
Epikeratofakia – procedura chirurgii refrakcyjnej, w której rogówka dawcy jest przeszczepiana na przednią powierzchnię rogówki pacjenta. Blaszkowaty dysk jest umieszczany na pozbawionej nabłonka rogówce biorcy, a następnie przyszywany do przygotowanego na niej rowka. Wskazaniami do wykonania zabiegu są afakia oraz zaburzenia refrakcji, z którymi nie udaje się poradzić zwykłymi metodami. 

Przeczytaj ostrzeżenie dotyczące informacji medycznych i pokrewnych zamieszczonych w Wikipedii.